# Campeonato Europeo de Patinaje de Velocidad sobre Hielo de 1985
El LXXIX Campeonato Europeo de Patinaje de Velocidad sobre Hielo se celebró en dos sedes: las competiciones masculinas en Eskilstuna (Suecia) del 26 al 27 de enero y las femeninas en Groninga (Países Bajos) del 12 al 13 de enero de 1985 bajo la organización de la Unión Internacional de Patinaje sobre Hielo (ISU), la Federación Sueca de Patinaje sobre Hielo y la Federación Neerlandesa de Patinaje sobre Hielo.

## Resultados

### Masculino
| Evento              | Oro                                        | Plata                                          | Bronce                                 |
| ------------------- | ------------------------------------------ | ---------------------------------------------- | -------------------------------------- |
| 500 m               | Hein Vergeer · Países Bajos · 39,49 s      | André Hoffmann RDA 39,52 s                     | Oleg Bozhiev URSS 39,54 s              |
| 1500 m              | Hein Vergeer · Países Bajos · 2:00,31      | Frits Schalij · Países Bajos · 2:00,45         | André Hoffmann RDA 2:00,54             |
| 5000 m              | Hein Vergeer · Países Bajos · 7:13,40      | Geir Karlstad · Noruega · 7:13,87              | Frits Schalij · Países Bajos · 7:15,15 |
| 10 000 m            | Geir Karlstad · Noruega · 14:52,46         | Hilbert van der Duim · Países Bajos · 15:01,17 | Emiel Hopman · Países Bajos · 15:06,39 |
| Clasificación total | Hein Vergeer · Países Bajos · 168,346 pts. | Frits Schalij · Países Bajos · 169,046 pts.    | Oleg Bozhiev URSS 169,484 pts.         |

### Femenino
| Evento              | Oro                                        | Plata                                           | Bronce                                |
| ------------------- | ------------------------------------------ | ----------------------------------------------- | ------------------------------------- |
| 500 m               | Andrea Schöne RDA 42,45 s                  | Zofia Tokarczyk · Polonia · 42,69 s             | Erwina Ryś-Ferens · Polonia · 42,82 s |
| 1500 m              | Ria Visser · Países Bajos · 2:12,24        | Andrea Schöne RDA 2:12,86                       | Sabine Brehm RDA 2:13,40              |
| 3000 m              | Yvonne van Gennip · Países Bajos · 4:33,77 | Andrea Schöne RDA 4:34,91                       | Gabi Schönbrunn RDA 4:36,91           |
| 5000 m              | Yvonne van Gennip · Países Bajos · 7:50,28 | Ria Visser · Países Bajos · 7:53,42             | Sabine Brehm RDA 7:55,42              |
| Clasificación total | Andrea Schöne RDA 180,336 pts.             | Yvonne van Gennip · Países Bajos · 181,486 pts. | Sabine Brehm RDA 181,749 pts.         |

## Medallero
- Solo se otorgan medallas en la clasificación general.

| Núm. | País         | Oro | Plata | Bronce | Total |
| ---- | ------------ | --- | ----- | ------ | ----- |
| 1    | Países Bajos | 1   | 2     | 0      | 3     |
| 2    | RDA          | 1   | 0     | 1      | 2     |
| 3    | URSS         | 0   | 0     | 1      | 1     |
|      | TOTAL        | 2   | 2     | 2      | 6     |